# Gammarus hyalelloides
Gammarus hyalelloides là một loài giáp xác nước ngọt trong họ Gammaridae. Nó là loài đặc hữu của Quận Jeff Davis và Reeves County, Texas, và là loài dễ tổn thương trong Sách Đỏ.